# Pôle Sud
Pour les articles homonymes, voir Pôle et Pôle Sud (homonymie).

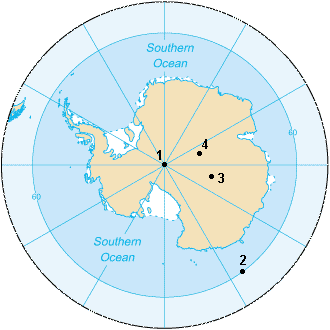
Carte de l'Antarctique indiquant :
1 : le pôle Sud géographique
2 : le pôle Sud magnétique (en 2007)
3 : le pôle Sud géomagnétique
4 : le pôle Sud d'inaccessibilité

Le pôle Sud est le point le plus au sud de la surface de la Terre, diamétralement opposé au pôle Nord. Il est situé sur le continent Antarctique.
Le pôle Sud est parfois désigné comme « géographique » afin de le distinguer du pôle Sud magnétique. Bien que tous deux situés en Antarctique, les deux points ne coïncident pas car l'emplacement du pôle Sud magnétique suit les variations du champ magnétique terrestre.

## Géographie

### Situation

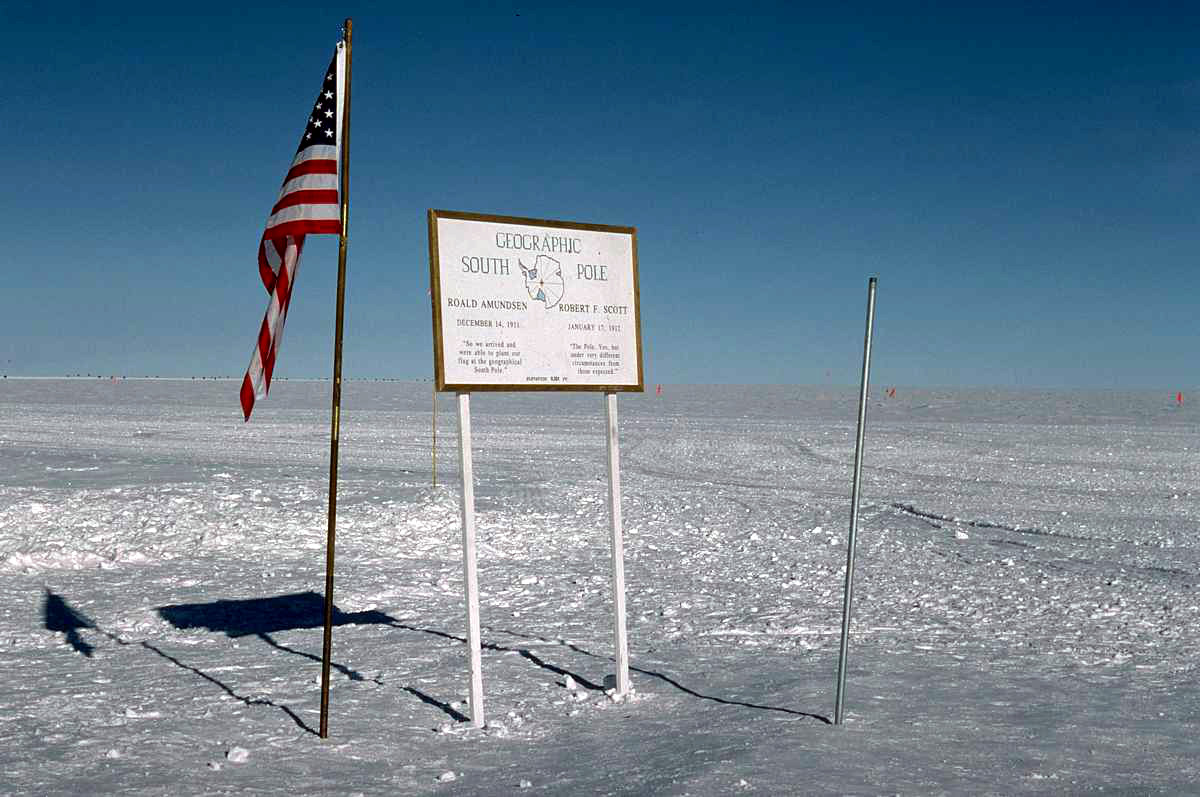
Photographie du pôle Sud géographique.

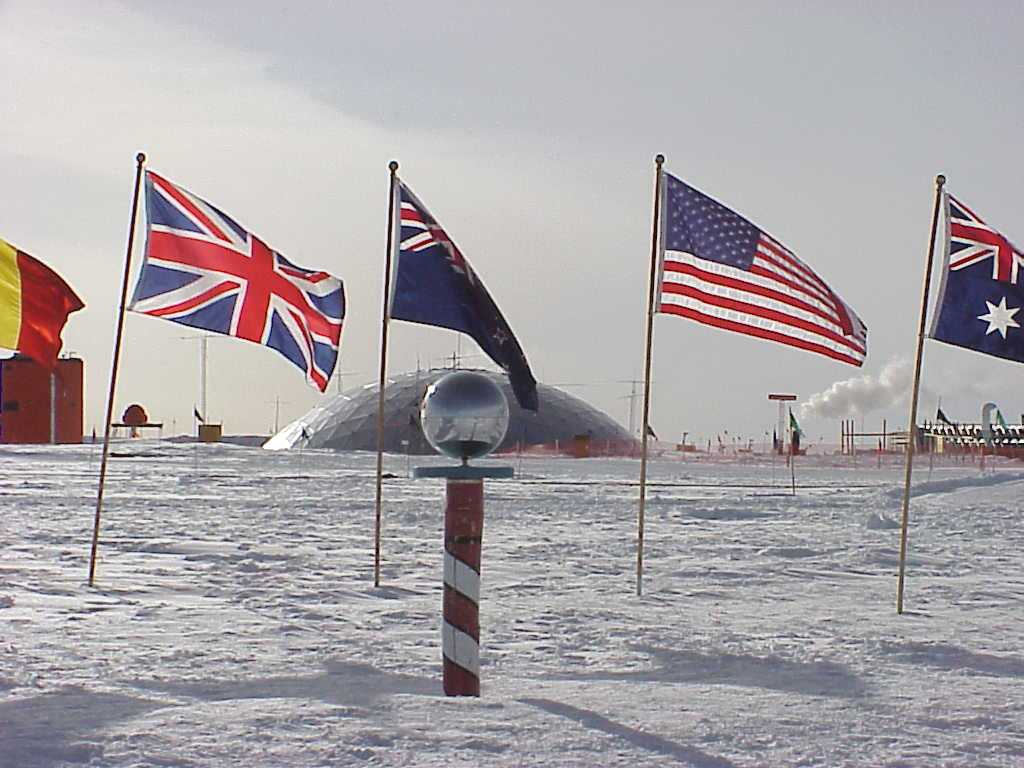
Photographie du pôle Sud de cérémonie.

De façon générale, le pôle Sud géographique est défini comme l'un des deux points où l'axe de rotation de la Terre coupe sa surface (l'autre étant le pôle Nord). Cependant, cette définition n'est pas totalement précise car l'axe de rotation est sujet de petites variations et la position exacte de cette intersection varie de quelques mètres au cours du temps ; ce mouvement polaire est constitué de deux composantes quasi périodiques de plusieurs centaines de jours (l'oscillation de Chandler) et d'une légère dérive graduelle, principalement vers l'est.
Du point de vue des coordonnées géographiques, le pôle Sud peut être simplement défini comme le point situé par 90° de latitude sud, sa longitude étant indéterminée et sans pertinence. Au pôle Sud, toutes les directions pointent vers le nord.
Le pôle Sud géographique est situé sur le continent antarctique, sur un plateau glacé sans caractéristiques particulières à une altitude de 2 835 m, à environ 360 km de la chaîne de la Reine-Maud et à 1 300 km de la mer la plus proche, au détroit de McMurdo. La calotte glaciaire serait épaisse de 2 700 m au pôle Sud : la surface terrestre sous la glace y est donc proche du niveau de la mer.
La calotte glaciaire polaire se déplace d'environ 10 mètres par an dans une direction située entre 37° et 40° W, vers la mer de Weddell. La position relative de la station Amundsen-Scott par rapport au pôle Sud évolue au cours du temps.
L'emplacement du pôle Sud géographique est indiqué par un petit panneau et un pieu dans la glace, repositionnés chaque année au nouvel an pour compenser la dérive glaciaire. Le panneau porte mention des dates d'arrivée au pôle de Roald Amundsen et Robert Scott, ainsi que l'altitude de 2 835 m. Non loin de là se tient une zone appelée le « pôle Sud de cérémonie », créée pour répondre aux besoins photographiques éventuels. Elle consiste en une sphère métallique placée sur un socle et entourée des drapeaux des pays signataires du traité sur l'Antarctique. Ce marqueur cérémoniel est déplacé tous les deux ou trois ans afin de conserver une distance de marche minimale avec le pôle Sud géographique.

### Déplacements du pôle Sud
Tout comme le pôle magnétique, les pôles physiques se déplacent à la surface de la planète en fonction de son axe de rotation.
Le « mouvement polaire » correspond au mouvement de l'axe de rotation de la Terre qui se déplace sur la croûte terrestre. Ce mouvement est suivi depuis plus d'un siècle (aujourd'hui par le Service international de la rotation terrestre et des systèmes de référence ou IERS). Il a été significativement modifié depuis l'an 2000 (« l'axe de rotation de la Terre se déplace le long du méridien de Greenwich depuis environ 2000, avec notamment un décalage de 75° vers l'est au début du XXIe siècle par rapport à sa direction de dérive à long terme »),.
Ce suivi est combiné à celui des données astrométriques et avec des méthodes spatiales, de manière ininterrompue depuis 1899,, ; son rapport signal/bruit permet de mesurer le déplacement du pôle avec une précision plus fine que la milliseconde d'arc (1 msa ≈ 3,09 cm). Cette série chronologique doit cependant d'abord être filtrée pour éliminer les oscillations annuelles de Chandler (433 jours), et on observe alors une dérive linéaire, notamment caractérisée par une variabilité interannuelle dominée par une périodicité de 25 à 35 ans (oscillation de Markowitz), et des périodicités plus ou moins décennales (6 à 14 ans),.
Pour la première fois, on a montré que « la forte déviation de la dérive linéaire observée depuis environ 2000,, et la variabilité décennale s'expliquent par le transport de masse continent-océan à l'échelle mondiale, avec des changements robustes dans le stockage de l'eau terrestre (TWS) jouant un rôle étonnamment important ».
Des modèles géophysiques et de paramètres d'orientation du globe terrestre intégrant une combinaison des données disponibles de gravimétrie et d'altimétrie satellitaires, ont récemment permis de calculer avec plus de précision les fonctions d'excitation du mouvement polaire de l'Antarctique. On a ainsi montré que les changements de masse de la calotte glaciaire antarctique et de ses sous-régions (péninsule antarctique, Antarctique occidental et oriental) affectent le mouvement polaire de la Terre. En analysant les variabilité interannuelle de ces fonctions d'excitation, on a même pu « mettre en évidence les contributions différentes des sous-régions de la calotte glaciaire antarctique, qui sont à la fois influencées par le changement climatique global et par les processus dynamiques de la glace ».
« Les changements de masse de la calotte antarctique font dériver le vecteur de position polaire le long du 59 ∘ Est avec une amplitude de 2,7 mas/an, ce qui représente environ 45 % de l'amplitude observée du vecteur de mouvement polaire » (hors glissement isostatique).

### Climat
Pendant l'hiver austral, le pôle Sud est plongé dans la nuit polaire. Pendant l'été, le Soleil (bien que continuellement au-dessus de l'horizon) est toujours bas dans le ciel. De plus, la majeure partie de la lumière qui atteint la surface est réfléchie par la neige. Cette absence de chaleur prodiguée par le Soleil combinée avec la haute altitude du lieu (plus de 2 800 m) font que le pôle Sud est l'un des endroits les plus froids sur Terre (il n'est pas cependant le plus froid dans l'hémisphère sud : des régions de l'Antarctique situées à une altitude plus élevée et à une plus grande distance de l'océan, telles que Vostok, ont un climat encore plus froid).
Au milieu de l'été austral, fin décembre et début janvier, lorsque le soleil atteint sa hauteur maximale de 23,4368°, la température moyenne du pôle Sud atteint environ −25 °C. Au moment où le Soleil passe au-dessus de l'horizon ou en dessous, la moyenne est de −45 °C. En plein hiver, la température reste constante et aux alentours de −65 °C. Le record de chaleur, mesuré à la base Amundsen-Scott, s'établit à −12,3 °C (le 25 décembre 2011), le record de froid à −82,8 °C (le 23 juin 1982).
Le climat du pôle Sud est désertique et l'endroit ne reçoit quasiment aucune précipitation. L'humidité de l'air est presque nulle. Cependant, les vents violents peuvent transporter de la neige sur toute la région et son accumulation atteint environ 20 cm par an. Sur la station Amundsen-Scott, les bâtiments anciens sont partiellement ensevelis et les entrées doivent être régulièrement déblayées au bulldozer ; les bâtiments les plus récents sont bâtis sur pilotis afin d'éviter l'accumulation de neige contre leurs flancs.
L'hiver 2021 a été le plus froid jamais enregistré au pôle Sud,. Le tableau suivant récapitule les températures moyennes, maximales et minimales mensuelles au pôle Sud :
| Mois                              | jan.  | fév.  | mars  | avril | mai   | juin  | jui.  | août  | sep.  | oct.  | nov.  | déc.  | année |
| --------------------------------- | ----- | ----- | ----- | ----- | ----- | ----- | ----- | ----- | ----- | ----- | ----- | ----- | ----- |
| Température minimale moyenne (°C) | −29,4 | −42,7 | −57   | −61,2 | −61,7 | −61,2 | −62,8 | −62,5 | −62,4 | −53,8 | −40,4 | −29,3 | −52   |
| Température moyenne (°C)          | −28,2 | −40,9 | −54   | −57,3 | −57   | −58   | −59,7 | −60   | −59,4 | −51,1 | −38,3 | −27,5 | −49,4 |
| Température maximale moyenne (°C) | −25,9 | −38,1 | −50,3 | −54,2 | −53,9 | −54,4 | −55,9 | −55,6 | −55,1 | −48,4 | −36,9 | −26,5 | −46,3 |

## Milieu naturel
À cause de son climat exceptionnellement difficile, le pôle Sud ne possède aucune plante ou animal natifs. Des labbes égarés y sont parfois aperçus.
En 2000, des microbes ont été découverts dans la glace du pôle Sud, même si on estime peu probable qu'ils aient évolué dans l'Antarctique même.

## Activités humaines

### Exploration
Les premiers êtres humains à atteindre le pôle Sud géographique sont les membres de l'expédition norvégienne conduite par Roald Amundsen, le 14 décembre 1911. Leurs concurrents dans la course au pôle Sud, cinq membres de l'expédition britannique Terra Nova conduite par l'officier de la Royal Navy, Robert Falcon Scott, atteignent le pôle un mois plus tard, le 17 janvier 1912 ; les membres de l'expédition britannique meurent tous de froid et de faim lors du trajet retour vers la côte du continent. Leur autre concurrent, le japonais Shirase Nobu, officier de la marine impériale, ne découvre qu'une partie de la Terre du Roi-Édouard-VII le 16 janvier 1912, devant repartir en Australie.
En 1914, l'explorateur britannique Ernest Shackleton, conduisant l'expédition Endurance, a pour projet la traversée du continent en passant par le pôle Sud, mais son bateau, l'Endurance, est pris dans la banquise et coule 11 mois plus tard dans la mer de Weddell.
Le 29 novembre 1929, Bernt Balchen, accompagné de Richard Byrd, Harold June et Ashley McKinley, pilote le premier avion à survoler le pôle Sud. Aucun homme ne pose le pied sur celui-ci avant le 31 octobre 1956, lorsqu'une équipe conduite par l'amiral américain George J. Dufek y atterrit dans un R4D-5L Skytrain. La station Amundsen-Scott est construite entre 1956 et 1957 pour l'année géophysique internationale, ses éléments étant acheminés par les airs ; depuis sa construction, elle est occupée en permanence par du personnel de recherche et d'assistance.
Après Amundsen et Scott, les premières personnes à atteindre le pôle Sud à pied, sans support aérien, sont les membres des équipes conduites par Edmund Hillary (le 4 janvier 1958) et Vivian Fuchs (le 19 janvier 1958), pendant l'expédition Fuchs-Hillary. D'autres expéditions ultérieures atteignent le pôle de cette façon. Le 30 décembre 1989, Arved Fuchs et Reinhold Messner sont les premières personnes à atteindre le pôle Sud sans animaux ou aide motorisée, simplement à ski et avec l'aide du vent. La traversée la plus rapide du continent, entre l'océan et le pôle, à pied et sans assistance, est réalisée en 2009 par les Canadiens Ray Zahab, Richard Weber et Kevin Vallely ; en rejoignant le pôle Sud depuis l'anse Hercule en 33 jours, ils battent le précédent record, établi un mois auparavant par l'Américain Todd Carmichael en 39 jours.
La première personne à avoir atteint le pôle Sud seul est Erling Kagge en 1992-1993, en 52 jours.
En 1996/1997, Laurence de la Ferrière est la première personne française à atteindre le pôle sud en solitaire (1 400 km en 57 jours). 
En 1999/2000, elle réalise la première traversée jamais faite, du pôle sud à la Terre Adélie en passant par la base franco-italienne de Concordia (2 880 km en 73 jours). Elle fait des carottages, prélève des échantillons qui seront récupérés à la base de Concordia et effectue des mesures de températures et recherche des météorites.
Une expédition de 7 femmes menée par Felicity Aston atteint le pôle sud en 2009 : l'Expédition Kaspersky. Aston traverse le continent en 2012 et établit un nouveau record en 59 jours.
En 2016, la suédoise Johanna Davidsson bat le record féminin en solitaire jusqu’au pôle en 38 jours. En 2019, Matthieu Tordeur devient le plus jeune explorateur au monde (à 26 ans) et le premier français à rallier le pôle Sud en solitaire et sans ravitaillement,,. En 2023, la canadienne Caroline Côté parvient au pôle en solitaire en 33 jours. 
En 2024, le français Vincent Colliard rejoint le pôle Sud, en solitaire et sans assistance depuis Hercules Inlet et il deviendra la personne la plus rapide de l'histoire à rejoindre le pôle Sud en 22 jours, 6 heures et 8min,. À ce jour, il est toujours le détenteur de ce record de vitesse. 

### Installations

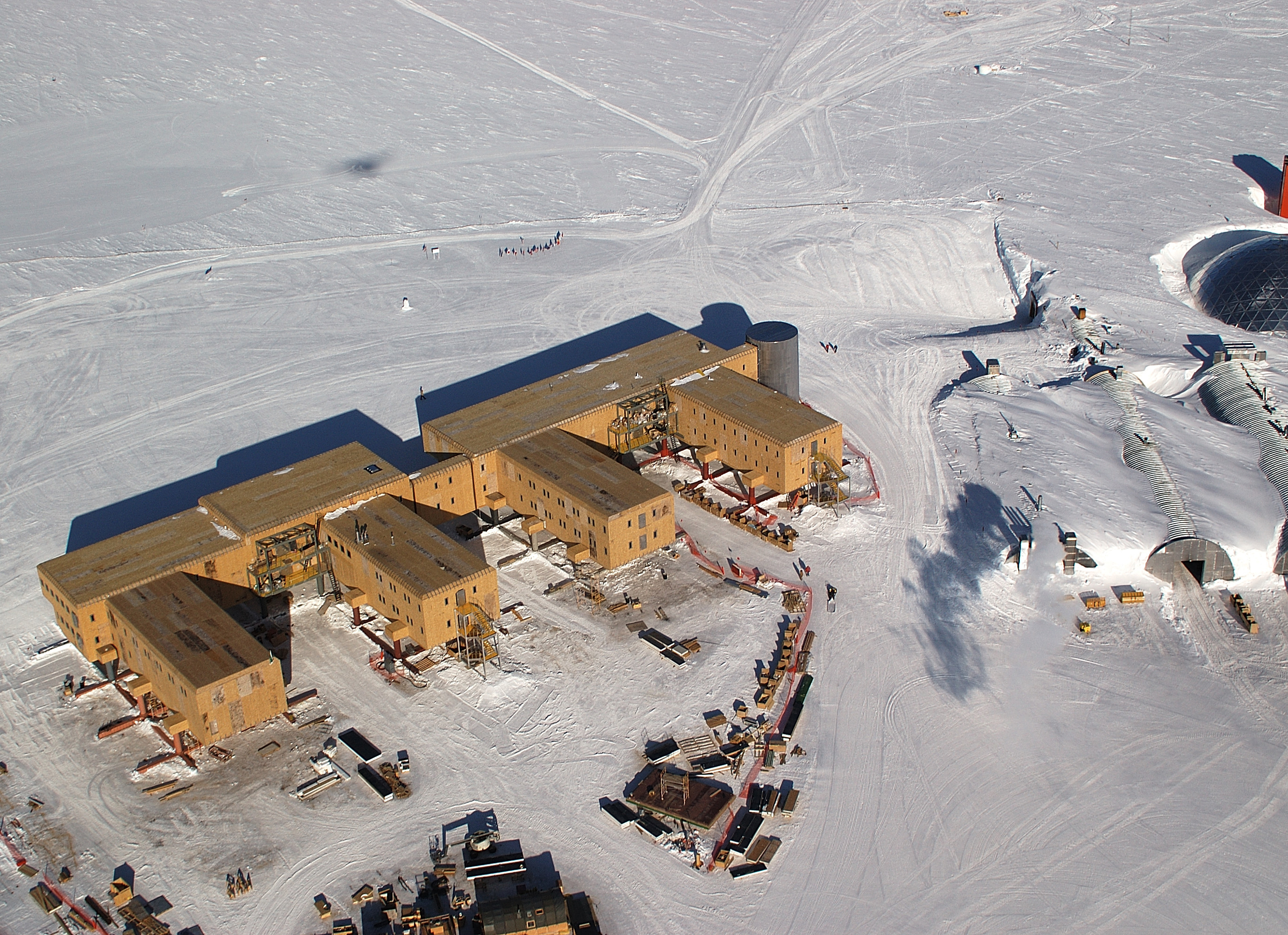
Vue aérienne de la station Amundsen-Scott. Le pôle Sud géographique est visible vers le haut et à gauche du centre de l'image, au-dessus des bâtiments et en dessous des traces de chenilles. Le pôle Sud de cérémonie, avec ses drapeaux, est visible à sa droite.

La zone du pôle Sud possède plusieurs installations humaines, dont :
- la base allemande antarctique Neumayer ;
- la base française antarctique Dumont-d'Urville ;
- la base franco-italienne antarctique Concordia ;
- la base italienne antarctique Mario-Zucchelli ;
- la base espagnole antarctique Juan Carlos Ier ;
- la base américaine antarctique Amundsen-Scott ;
- la base russe antarctique Vostock ;
- la base argentine antarctique Esperanza ;
- la station belge antarctique Princesse Élisabeth ;
- les installations des projets AMANDA et IceCube.

### Fuseau horaire
Au pôle Sud, le Soleil se lève fin septembre et reste constamment dans le ciel jusqu'à la fin mars ; la nuit dure ensuite six mois. Il y est donc impossible de synchroniser l'heure locale avec la position apparente du Soleil. S'il n'y a aucune raison de privilégier un fuseau horaire sur un autre au pôle Sud, la station Amundsen-Scott utilise cependant l'heure de la Nouvelle-Zélande pour des raisons pratiques : les États-Unis organisent leurs opérations de ravitaillement depuis Christchurch.

### Bibliographie

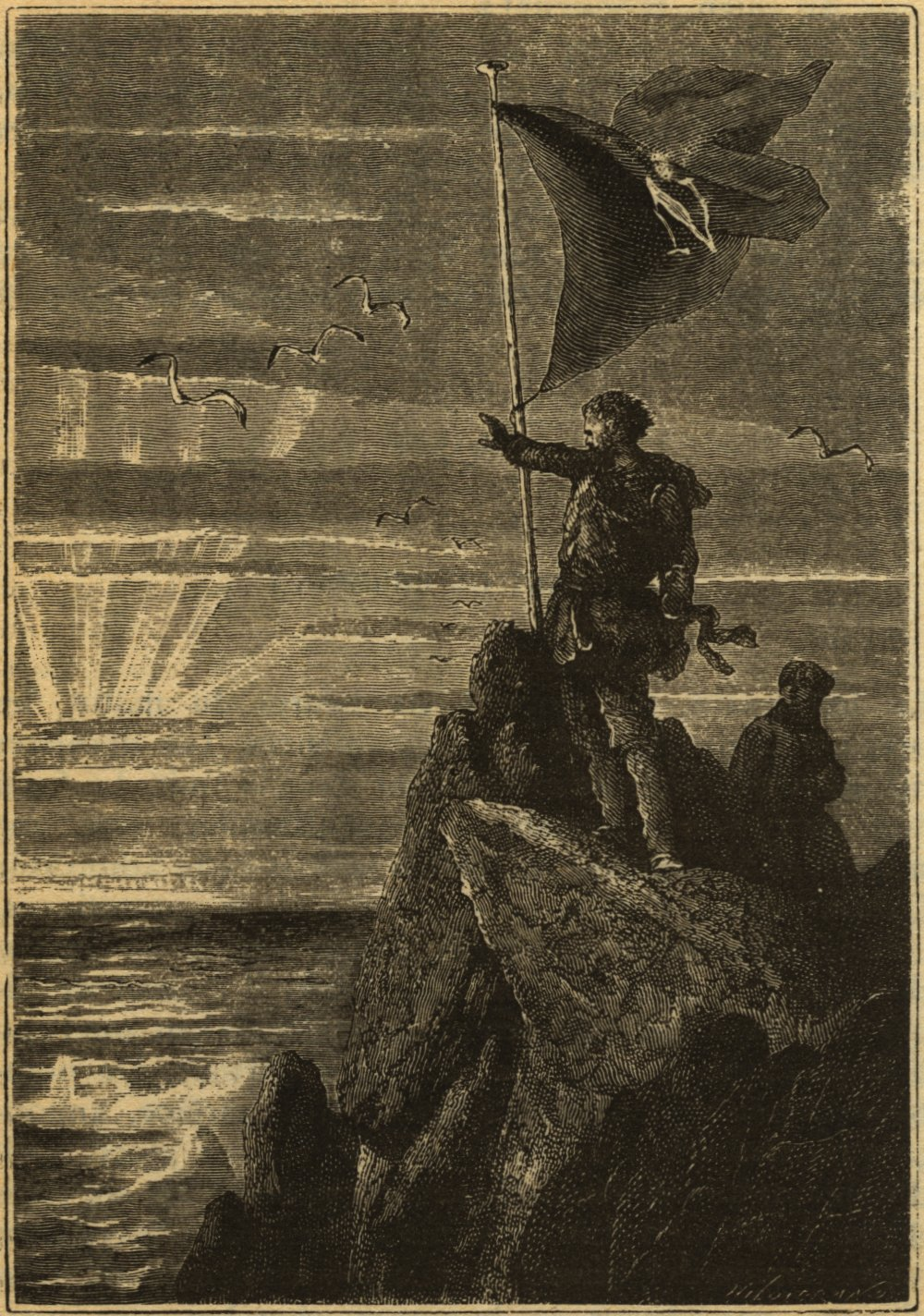
« Adieu, Soleil ! » s'écria-t-il.
Le capitaine Nemo hisse son pavillon personnel sur le pôle Sud (dans la version Hetzel de Vingt Mille Lieues sous les mers).